# Liste der Geotope im Landkreis Böblingen
Diese sortierbare Liste der Geotope im Landkreis Böblingen enthält die Geotope des baden-württembergischen Landkreises Böblingen, die amtlichen Bezeichnungen für Namen und Nummern sowie deren geographische Lage. Die Geotope sind im Geotop-Kataster Baden-Württemberg dokumentiert und umfassen Aufschlüsse von Gesteinen, Böden, Mineralien und Fossilien sowie besondere Landschaftsteile.

## Liste
Im Landkreis sind 87 Geotope (Stand 13. Februar 2020) offiziell vom Landesamt für Geologie, Rohstoffe und Bergbau (LGRB) ausgewiesen:
| Steckbrief Nr. (PDF) | Name                                                                                                 | Geotoptyp          | Gemeinde/Stadt, Gemarkung           | Koordinaten                     | Bild           | Bemerkungen |
| -------------------- | --- | ------------------ | ----------------------------------- | ------------------------------- | -------------- | --- |
| 385                  | Aufg. Steinbruch auf dem Bromberg S Altdorf                                                          | Aufschluss         | Altdorf                             | 48° 35′ 49,8″ N, 8° 59′ 31,9″ O |                | Geologische Einheit: Rhätkeuper Status: geschützt (Naturdenkmal Steinbruch am Bromberg)                                               |
| 386                  | Aufgelassener Steinbruch im Sauerschlatt SSW von Weil im Schönbuch                                   | Aufschluss         | Altdorf                             | 48° 35′ 44,6″ N, 9° 2′ 12″ O    |                | Geologische Einheit: Rhätkeuper Status: geschützt (Naturdenkmal Rhätsandsteinbruch im Holzapfelplan)                                  |
| 387                  | Dolinenkette bei der Hubertuseiche SSW von Weil im Schönbuch                                         | Dolinen            | Altdorf                             | 48° 35′ 24,5″ N, 9° 1′ 48,5″ O  | weitere Bilder | Geologische Einheit: Knollenmergel Status: geschützt (Naturdenkmal Dolinenkette im Glashau (13 Dolinen))                              |
| 388                  | Aufg. Steinbruch in der südl. Weingarthalde W von Deckenpfronn                                       | Aufschluss         | Deckenpfronn                        | 48° 39′ 1,8″ N, 8° 48′ 10,3″ O  | weitere Bilder | Geologische Einheit: Oberer Muschelkalk Status: geschützt (Naturdenkmal Halbtrockenrasen u. Steinbruch Weingarthalde)                 |
| 389                  | Dolinenansammlung im Wagrain SW von Deckenpfronn                                                     | Dolinen            | Deckenpfronn                        | 48° 38′ 21,6″ N, 8° 48′ 8″ O    |                | Geologische Einheit: Oberer Muschelkalk Status: geschützt (Naturdenkmal Wagrainer Erdfälle im Oberen Wald)                            |
| 390                  | Doline im Oberen Wald SW von Deckenpfronn                                                            | Doline             | Deckenpfronn                        | 48° 38′ 20,4″ N, 8° 48′ 30″ O   |                | Geologische Einheit: Oberer Muschelkalk Status: geschützt (Naturdenkmal Doline im Oberen Wald)                                        |
| 391                  | Aufg. Steinbruch NW von Gärtringen                                                                   | Aufschluss         | Gärtringen                          | 48° 39′ 26,1″ N, 8° 52′ 50,2″ O | weitere Bilder | Geologische Einheit: Oberer Muschelkalk Status: geschützt (Naturdenkmal Steinbruch Ruck)                                              |
| 392                  | Doline im Gewann Birken NW von Gäufelden                                                             | Doline             | Gäufelden Gemarkung Öschelbronn     | 48° 33′ 37,8″ N, 8° 48′ 33,5″ O | weitere Bilder | Geologische Einheit: Oberer Muschelkalk Status: geschützt (Naturdenkmal Doline in den Birkenwiesen)                                   |
| 393                  | Hinterer Steinbruch in der Niederholzer Heide WSW von Öschelbronn                                    | Aufschluss         | Gäufelden Gemarkung Öschelbronn     | 48° 32′ 43,3″ N, 8° 48′ 21,5″ O |                | Geologische Einheit: Oberer Muschelkalk Status: geschützt (Naturdenkmal Steinbruch Niederholzer Hald)                                 |
| 394                  | Aufg. Steinbruch im Salzgraben zwischen Gültstein und Kayh                                           | Aufschluss         | Herrenberg Gemarkung Gültstein      | 48° 34′ 30,3″ N, 8° 54′ 14,8″ O | weitere Bilder | Geologische Einheit: Gipskeuper Status: geschützt (Naturdenkmal Gipsbruch Stauchhalde)                                                |
| 395                  | Erdfall Alexanders Grund im Waldgebiet Leimgrube WNW von Haslach                                     | Doline             | Herrenberg Gemarkung Haslach        | 48° 35′ 22,4″ N, 8° 49′ 3,3″ O  | weitere Bilder | Geologische Einheit: Oberer Muschelkalk Status: geschützt (Naturdenkmal Doline Alexanders Grund)                                      |
| 396                  | Aufg. Schilfsandsteinbruch II NE von Herrenberg                                                      | Aufschluss         | Herrenberg                          | 48° 36′ 27,8″ N, 8° 53′ 18,4″ O |                | Geologische Einheit: Schilfsandstein Status: geschützt (Naturdenkmal Schilfsandsteinbruch Äußere Ebene)                               |
| 397                  | Aufg. Schilfsandsteinbruch I an der Kirchhalde S von Nufringen                                       | Aufschluss         | Herrenberg                          | 48° 36′ 9,3″ N, 8° 52′ 52,6″ O  |                | Geologische Einheit: Schilfsandstein Status: geschützt (Naturdenkmal Schilfsandsteinbruch Kirchhalde)                                 |
| 398                  | Stellbergsteinbrüche SE von Nufringen an der Straße Herrenberg-Hildrizhausen, SW vom „Breiten Stein“ | Aufschluss         | Herrenberg                          | 48° 36′ 15,9″ N, 8° 54′ 51,2″ O |                | Geologische Einheit: Schilfsandstein Status: geschützt (Naturdenkmal Sandsteinbrüche Stellbergbrüche)                                 |
| 399                  | Kalter Brunnen und Klinge im oberen Kaltenbronner Tal W von Breitenstein                             | Landschaftselement | Herrenberg                          | 48° 36′ 20,1″ N, 8° 55′ 3,4″ O  |                | Geologische Einheit: Übergang Bunte Mergel zu Stubensandstein Status: geschützt (Naturdenkmal Kalter Brunnen und Kaltes Tal)          |
| 400                  | Doline im Waldgebiet Spitzhau N von Sindlingen                                                       | Doline             | Herrenberg                          | 48° 35′ 31,7″ N, 8° 48′ 41,4″ O |                | Geologische Einheit: Oberer Muschelkalk Status: geschützt (Naturdenkmal Dolinenkomplex Spitzhau (8 Dolinen))                          |
| 401                  | Ammer-Ursprung (Quelltöpfe der Ammer) SW von Herrenberg                                              | Quelle             | Herrenberg                          | 48° 35′ 4,4″ N, 8° 51′ 19,1″ O  | weitere Bilder | Geologische Einheit: Oberer Muschelkalk Status: geschützt (Naturdenkmal Ammerquellen im Oberen Tal)                                   |
| 402                  | Aufgelassener Steinbruch ENE von Kayh                                                                | Aufschluss         | Herrenberg Gemarkung Kayh           | 48° 34′ 50,8″ N, 8° 56′ 15,3″ O |                | Geologische Einheit: Übergang Bunte Mergel zu Stubensandstein Status: geschützt (Naturdenkmal Steinbruch Rinkert)                     |
| 403                  | Aufschluss bei Kayh                                                                                  | Aufschluss         | Herrenberg Gemarkung Kayh           | 48° 34′ 50,1″ N, 8° 56′ 9,9″ O  |                | Geologische Einheit: Übergang Bunte Mergel zu Stubensandstein Status: mit geschützt (NSG Grafenberg)                                  |
| 404                  | Doline im Waldgebiet Brand WSW von Oberjesingen                                                      | Doline             | Herrenberg Gemarkung Kuppingen      | 48° 36′ 56,9″ N, 8° 48′ 42″ O   |                | Geologische Einheit: Oberer Muschelkalk Status: geschützt (Naturdenkmal Doline im Vorderen Brand)                                     |
| 405                  | Doline im Hesselbrunner Tal SW von Oberjesingen                                                      | Doline             | Herrenberg Gemarkung Kuppingen      | 48° 36′ 27″ N, 8° 48′ 58″ O     | weitere Bilder | Geologische Einheit: Unterer Keuper Status: geschützt (Naturdenkmal Doline am Hesselbrunner Tal)                                      |
| 406                  | Dolinenpaar Hummelberg im Hesselbrunner Tal SW von Oberjesingen                                      | Dolinen            | Herrenberg Gemarkung Kuppingen      | 48° 36′ 29,3″ N, 8° 48′ 40,4″ O |                | Geologische Einheit: Oberer Muschelkalk Status: geschützt (Naturdenkmal Dolinenpaar Hummelberg)                                       |
| 407                  | Wegböschung am Steigplatz E von Mönchberg                                                            | Aufschluss         | Herrenberg Gemarkung Mönchberg      | 48° 35′ 7,9″ N, 8° 55′ 15,2″ O  |                | Geologische Einheit: Bunte Mergel Status: mit geschützt (NSG Grafenberg)                                                              |
| 408                  | Dolinenkomplex im Rosshau WNW von Oberjesingen                                                       | Dolinen            | Herrenberg Gemarkung Oberjesingen   | 48° 37′ 38″ N, 8° 48′ 25,3″ O   |                | Geologische Einheit: Oberer Muschelkalk Status: geschützt (Naturdenkmal Dolinenkette im Roßhau (18 Dolinen))                          |
| 409                  | Tuffsteinkalk-Bank an Hangböschung in der Tilghausenstraße in Höfingen                               | Sinterterrasse     | Leonberg                            | 48° 48′ 55,1″ N, 9° 1′ 45,1″ O  |                | Geologische Einheit: Kalktuff Status: geschützt (Naturdenkmal Tuffsteinkalkbank)                                                      |
| 410                  | Engelbergstörung an der B 295 bei Leonberg                                                           | Aufschluss         | Leonberg                            | 48° 48′ 17,9″ N, 9° 0′ 56,6″ O  |                | Geologische Einheit: Lettenkeuper Status: geschützt (Naturdenkmal Engelbergstörung)                                                   |
| 411                  | Aufg. Mergelgrube am nordöstl. Engelberg in Leonberg                                                 | Aufschluss         | Leonberg                            | 48° 48′ 9,5″ N, 9° 1′ 32,3″ O   |                | Geologische Einheit: Bunte Mergel Status: geschützt (Naturdenkmal Mergelgrube)                                                        |
| 412                  | Wasserbachverwerfung Bahneinschnitt beim Haltepunkt Rutesheim                                        | Aufschluss         | Leonberg                            | 48° 47′ 23,8″ N, 8° 57′ 31,7″ O |                | Geologische Einheit: Oberer Muschelkalk/ Unterer Keuper Status: geschützt (Naturdenkmal Wasserbachverwerfung)                         |
| 413                  | Gipswerk und See Leonberg-Eltingen                                                                   | Aufschluss         | Leonberg                            | 48° 47′ 37,4″ N, 9° 0′ 57,5″ O  |                | Geologische Einheit: Gipskeuper Status: geschützt (Naturdenkmal Gipskeuperaufschluss)                                                 |
| 414                  | Böschungsaufschluss SE des Engelbergtunnels bei Leonberg                                             | Aufschluss         | Leonberg                            | 48° 47′ 39″ N, 9° 1′ 56,3″ O    |                | Geologische Einheit: Stubensandstein Status: geschützt (Naturdenkmal Geologischer Aufschluss August-Lämmle-Weg)                       |
| 415                  | Ratbergkuppe NW von Magstadt                                                                         | Landschaftselement | Magstadt                            | 48° 45′ 5,6″ N, 8° 57′ 18,1″ O  |                | Geologische Einheit: Stubensandstein Status: geschützt (Naturdenkmal Halbtrockenrasen Ratberg)                                        |
| 416                  | Aufg. Steinbruch E des Industriegebiets von Magstadt                                                 | Aufschluss         | Magstadt                            | 48° 44′ 43,3″ N, 8° 59′ 53,8″ O |                | Geologische Einheit: Schilfsandstein Status: geschützt (Naturdenkmal Alter Steinbruch Magstadt)                                       |
| 417                  | Teilverfüllter Steinbruch N von Sindelfingen                                                         | Aufschluss         | Magstadt                            | 48° 44′ 15,1″ N, 9° 1′ 2,4″ O   | weitere Bilder | Geologische Einheit: Stubensandstein Status: geschützt (Naturdenkmal Steinbruchwand Bei den Forchen)                                  |
| 418                  | Herrgottscheuer N von Mötzingen                                                                      | Doline             | Mötzingen                           | 48° 32′ 44,8″ N, 8° 46′ 38,1″ O | weitere Bilder | Geologische Einheit: Oberer Muschelkalk Status: geschützt (Naturdenkmal Dolinenkomplex Herrgottscheuer (7 Dolinen))                   |
| 419                  | Pommerlesloch N von Mötzingen                                                                        | Höhle              | Mötzingen                           | 48° 32′ 53,9″ N, 8° 47′ 4,4″ O  |                | Geologische Einheit: Oberer Muschelkalk Status: geschützt (Naturdenkmal Schachthöhle Pommerlesloch)                                   |
| 420                  | Doline im Gewann Reihenfels NNE von Malmsheim                                                        | Doline             | Renningen Gemarkung Malmsheim       | 48° 47′ 49,3″ N, 8° 54′ 57,9″ O |                | Geologische Einheit: Oberer Muschelkalk Status: geschützt (Naturdenkmal Doline im Reihenfeld)                                         |
| 421                  | Doline im Waldgebiet Harttannen NW von Renningen                                                     | Doline             | Renningen Gemarkung Malmsheim       | 48° 47′ 27,6″ N, 8° 54′ 55″ O   |                | Geologische Einheit: Unterer Keuper Status: geschützt (Naturdenkmal Doline-Harttannen)                                                |
| 422                  | Hohlweg S von Malmsheim am Mühlberg (Rathberggraben I und II)                                        | Aufschluss         | Renningen Gemarkung Malmsheim       | 48° 45′ 57,3″ N, 8° 54′ 31,1″ O |                | Geologische Einheit: Schilfsandstein bis Bunte Mergel Status: geschützt (Naturdenkmal Geol.Aufschl.u.Pflanzenstandort Rathberggraben) |
| 423                  | Steinbruch/Schotterwerk 300 m S vom Bhf. Malmsheim                                                   | Aufschluss         | Renningen Gemarkung Malmsheim       | 48° 46′ 1,8″ N, 8° 54′ 8,6″ O   |                | Geologische Einheit: Oberer Muschelkalk                                                                                               |
| 424                  | Felswand des Bahneinschnittes S von Malmsheim                                                        | Aufschluss         | Renningen Gemarkung Malmsheim       | 48° 46′ 14,1″ N, 8° 54′ 1,2″ O  |                | Geologische Einheit: Trochitenkalk Status: geschützt (Naturdenkmal Halbtrockenrasen Sparnsberg mit Steilwand)                         |
| 425                  | Sandgrube im Gewann Brückle Renninger Sande NE von Renningen                                         | Aufschluss         | Renningen                           | 48° 47′ 8,3″ N, 8° 57′ 12,2″ O  |                | Geologische Einheit: Pleistozäne Glemssande Status: geschützt (Naturdenkmal Sandgrube Renninger Sande)                                |
| 426                  | Doline Kirrloh W von Magstadt                                                                        | Doline             | Renningen                           | 48° 44′ 29″ N, 8° 56′ 11,1″ O   |                | Geologische Einheit: Unterer Keuper Status: geschützt (Naturdenkmal Doline im Kirrloh)                                                |
| 427                  | Doline im Gewann Breitlaub W von Magstadt                                                            | Doline             | Renningen                           | 48° 44′ 13,1″ N, 8° 56′ 15,1″ O |                | Geologische Einheit: Unterer Keuper Status: geschützt (Naturdenkmal Doline im Breilaub)                                               |
| 428                  | Aufgelassener Steinbruch NE von Renningen                                                            | Aufschluss         | Renningen                           | 48° 46′ 32,7″ N, 8° 57′ 17,1″ O |                | Geologische Einheit: Schilfsandstein Status: mit geschützt (NSG Längenbühl)                                                           |
| 430                  | Dolinenkomplex Mahdenhau N von Rutesheim                                                             | Dolinen            | Rutesheim                           | 48° 49′ 23,5″ N, 8° 55′ 51,1″ O |                | Geologische Einheit: Oberer Muschelkalk Status: geschützt (Naturdenkmal Feuchtbiotop Mahdenhau)                                       |
| 431                  | Doline Grandeloch SE von Perouse                                                                     | Doline             | Rutesheim                           | 48° 48′ 9,1″ N, 8° 55′ 2,2″ O   |                | Geologische Einheit: Oberer Muschelkalk Status: geschützt (Naturdenkmal Doline Grandeloch)                                            |
| 432                  | Aufg. Steinbruch zwischen Darmsheim und Dagersheim                                                   | Aufschluss         | Sindelfingen Gemarkung Darmsheim    | 48° 41′ 46,1″ N, 8° 56′ 40,7″ O | weitere Bilder | Geologische Einheit: Oberer Muschelkalk Status: geschützt (Naturdenkmal Steinbruch Dagersheimer Berg)                                 |
| 433                  | Steinbruch auf der Burg W von Maichingen                                                             | Aufschluss         | Sindelfingen Gemarkung Maichingen   | 48° 43′ 2,2″ N, 8° 56′ 20,5″ O  | weitere Bilder | Geologische Einheit: Oberer Muschelkalk Status: geschützt (Naturdenkmal Steinbruch Auf der Burg (nördl. Teil))                        |
| 434                  | Aufschluss auf dem Herrenwäldlesberg bei Sindelfingen                                                | Aufschluss         | Sindelfingen                        | 48° 42′ 57,1″ N, 9° 0′ 39,3″ O  |                | Geologische Einheit: Schilfsandstein Status: geschützt Nicht identisch mit (Naturdenkmal Geologischer Aufschluss Burghalden)          |
| 435                  | Nordwestlicher Talhang der Schaich (Hangböschung „Am Alten See“) E von Dettenhausen                  | Aufschluss         | Waldenbuch                          | 48° 36′ 2,8″ N, 9° 7′ 33,6″ O   |                | Geologische Einheit: Bunte Mergel Status: mit geschützt (NSG Schaichtal)                                                              |
| 436                  | Lehmgrube SE von Hausen am N-Ausläufer des Heubergs                                                  | Aufschluss         | Weil der Stadt Gemarkung Merklingen | 48° 46′ 56,3″ N, 8° 50′ 42,2″ O |                | Geologische Einheit: Lösslehm Status: geschützt (Naturdenkmal Lehmgrube Heuberg)                                                      |
| 437                  | Steinbruch bei der Riemenmühle W von Merklingen                                                      | Aufschluss         | Weil der Stadt Gemarkung Merklingen | 48° 46′ 34,9″ N, 8° 50′ 7,5″ O  |                | Geologische Einheit: Mittlerer Buntsandstein Status: geschützt (Naturdenkmal Steinbruch Riemenmühle)                                  |
| 438                  | Karrenfeld am Schellenweg NNW von Flacht                                                             | Karrenfeld         | Weissach Gemarkung Flacht           | 48° 50′ 49,9″ N, 8° 53′ 43,5″ O |                | Geologische Einheit: Oberer Muschelkalk Status: geschützt (Naturdenkmal Karrenfeld Blockmeer am Schellenberg)                         |
| 439                  | Aufg. Steinbruch Winterrain E von Weissach                                                           | Aufschluss         | Weissach                            | 48° 50′ 43,5″ N, 8° 56′ 53,8″ O |                | Geologische Einheit: Unterer Muschelkalk                                                                                              |
| 440                  | Böschung an der Alten Weinsteige NE von Breitenholz                                                  | Aufschluss         | Altdorf                             | 48° 35′ 32,3″ N, 8° 58′ 47″ O   | weitere Bilder | Geologische Einheit: Mittlerer Keuper                                                                                                 |
| 441                  | Steinbruch/Schotterwerk Baresel am NW-Ortsausgang von Ehningen                                       | Aufschluss         | Ehningen                            | 48° 39′ 49,6″ N, 8° 55′ 51,9″ O |                | Geologische Einheit: Unterer Muschelkalk /Oberer Muschelkalk                                                                          |
| 442                  | Egelsee ca. 1000 m S von Deckenpfronn                                                                | Landschaftselement | Deckenpfronn                        | 48° 38′ 27,9″ N, 8° 49′ 22,7″ O | weitere Bilder | Geologische Einheit: Lettenkeuper Status: geschützt (Naturdenkmal Feuchtbiotop Egelsee)                                               |
| 443                  | Aufg. Steinbruch am Riegelberg ca. 400 m NW von Gärtringen                                           | Aufschluss         | Gärtringen                          | 48° 38′ 56,4″ N, 8° 53′ 20,5″ O |                | Geologische Einheit: Oberer Muschelkalk                                                                                               |
| 444                  | Aufg. Gips- und Mergelgrube am „Weinberg“ unterh. der Straße Rohrau-Hildrizhausen                    | Aufschluss         | Gärtringen Gemarkung Rohrau         | 48° 37′ 32,3″ N, 8° 55′ 51,1″ O |                | Geologische Einheit: Bunte Mergel |
| 445                  | Aufg. Steinbruch neben der Straße Mötzingen-Öschelbronn im Wald beim Schützenhaus                    | Aufschluss         | Gäufelden Gemarkung Öschelbronn     | 48° 32′ 41,1″ N, 8° 48′ 28,8″ O |                | Geologische Einheit: Oberer Muschelkalk                                                                                               |
| 446                  | Steinbruch und Schotterwerk Böttinger N von Haslach                                                  | Aufschluss         | Herrenberg Gemarkung Haslach        | 48° 35′ 12,5″ N, 8° 50′ 35,1″ O |                | Geologische Einheit: Oberer Muschelkalk                                                                                               |
| 447                  | Aufg. Steinbruch NE von Herrenberg am Fichtenberg                                                    | Aufschluss         | Herrenberg                          | 48° 36′ 20,3″ N, 8° 53′ 8,2″ O  |                | Geologische Einheit: Schilfsandstein                                                                                                  |
| 448                  | Aufg. Steinbruch NW von Eselstritt                                                                   | Aufschluss         | Hildrizhausen                       | 48° 36′ 25,7″ N, 8° 59′ 2,6″ O  |                | Geologische Einheit: Rhätkeuper Status: geschützt (Naturdenkmal Steinbruch Rauher Hau)                                                |
| 449                  | Karstwanne W von Oberjettingen, N des Umspannwerks                                                   | Karstwanne         | Jettingen Gemarkung Oberjettingen   | 48° 34′ 34,7″ N, 8° 45′ 47,4″ O |                | Geologische Einheit: Oberer Muschelkalk                                                                                               |
| 450                  | Böschungsaufschluss an der B 28 ca. 800 m NE von Oberjettingen am Waldrand                           | Aufschluss         | Jettingen Gemarkung Oberjettingen   | 48° 35′ 0,8″ N, 8° 47′ 24,9″ O  |                | Geologische Einheit: Oberer Muschelkalk                                                                                               |
| 451                  | NW-Böschung der B 28 ca. 2100 m ENE von Oberjettingen                                                | Aufschluss         | Jettingen Gemarkung Unterjettingen  | 48° 35′ 15,1″ N, 8° 47′ 51,2″ O |                | Geologische Einheit: Oberer Muschelkalk                                                                                               |
| 452                  | Aufg. Steinbruch ca. 500 m WSW von Höfingen N der Glems                                              | Aufschluss         | Leonberg Gemarkung Höfingen         | 48° 48′ 53,5″ N, 9° 0′ 40,4″ O  |                | Geologische Einheit: Oberer Muschelkalk                                                                                               |
| 453                  | Aufg. Steinbruch an der Felsensäge im Glemstal N von Leonberg                                        | Aufschluss         | Leonberg Gemarkung Höfingen         | 48° 48′ 23,1″ N, 9° 0′ 28,1″ O  |                | Geologische Einheit: Oberer Muschelkalk                                                                                               |
| 454                  | Wegböschungen am S-Hang des Bergsporns bei Tiefenbach                                                | Aufschluss         | Leonberg                            | 48° 46′ 40,8″ N, 9° 0′ 13,4″ O  |                | Geologische Einheit: Gipskeuper/ Stubensandstein                                                                                      |
| 455                  | Kalksintervorkommen E von Warmbronn                                                                  | Sinterterrasse     | Leonberg                            | 48° 45′ 53,5″ N, 9° 1′ 14,6″ O  |                | Geologische Einheit: Kalktuff Status: geschützt (Naturdenkmal Kalksinter-Terrassen Rohrhalde-Scharrhalde)                             |
| 456                  | Aufg. Steinbruch 500 m SW von Höfingen an der Straße Höfingen-Leonberg                               | Aufschluss         | Leonberg                            | 48° 48′ 38,3″ N, 9° 0′ 50,2″ O  |                | Geologische Einheit: Oberer Muschelkalk                                                                                               |
| 457                  | Bahneinschnitt wenig SW vom Bhf. Leonberg                                                            | Aufschluss         | Leonberg                            | 48° 47′ 57,5″ N, 9° 0′ 11″ O    |                | Geologische Einheit: Unterer Keuper                                                                                                   |
| 458                  | Hohlweg im Steigwald ca. 2000 m NE von Warmbronn                                                     | Hohlweg            | Leonberg                            | 48° 46′ 16,8″ N, 9° 0′ 42,3″ O  |                | Geologische Einheit: Bunte Mergel |
| 459                  | Wegeinschnitt am Hörnle NE von Magstadt                                                              | Aufschluss         | Magstadt                            | 48° 44′ 54,9″ N, 8° 58′ 44,3″ O |                | Geologische Einheit: Gipskeuper/ Schilfsandstein                                                                                      |
| 460                  | Steinbruch/Schotterwerk Etzel ca. 1000 m W von Magstadt                                              | Aufschluss         | Magstadt                            | 48° 44′ 31,2″ N, 8° 56′ 40,5″ O |                | Geologische Einheit: Oberer Muschelkalk                                                                                               |
| 462                  | Steinbruch WNW von Mötzingen                                                                         | Aufschluss         | Mötzingen                           | 48° 32′ 35,9″ N, 8° 45′ 43,1″ O |                | Geologische Einheit: Oberer Muschelkalk                                                                                               |
| 463                  | Aufg. Mergelgrube in Nufringen am SE-Ortsende beim Friedhof                                          | Aufschluss         | Nufringen                           | 48° 37′ 11,8″ N, 8° 53′ 50,1″ O |                | Geologische Einheit: Bleiglanzbank in Gipskeuper                                                                                      |
| 464                  | Steinbruch/Schotterwerk ca. 400 m SW von Renningen am Kindelberg                                     | Aufschluss         | Renningen                           | 48° 45′ 40,8″ N, 8° 55′ 24,5″ O |                | Geologische Einheit: Oberer Muschelkalk                                                                                               |
| 465                  | Steinbruch/Schotterwerk Schäfer am N-Ortsausgang von Darmsheim                                       | Aufschluss         | Sindelfingen Gemarkung Darmsheim    | 48° 41′ 59,1″ N, 8° 56′ 30,9″ O | weitere Bilder | Geologische Einheit: Oberer Muschelkalk                                                                                               |
| 466                  | Aufg. Steinbruch im Ortsbereich von Darmsheim                                                        | Aufschluss         | Sindelfingen Gemarkung Darmsheim    | 48° 41′ 38,7″ N, 8° 56′ 13,8″ O | weitere Bilder | Geologische Einheit: Oberer Muschelkalk                                                                                               |
| 467                  | Strasseneinschnitt E Maichingen                                                                      | Aufschluss         | Sindelfingen                        | 48° 43′ 11,3″ N, 8° 59′ 37,7″ O | weitere Bilder | Geologische Einheit: Keuper |
| 468                  | Bachriss des Klingenbachs NW von Steinenbronn                                                        | Aufschluss         | Steinenbronn                        | 48° 39′ 53,6″ N, 9° 7′ 0″ O     |                | Geologische Einheit: Mittlerer Keuper/Oberer Keuper                                                                                   |
| 469                  | Aufgelassene Tongrube an der Straße Merklingen-Münkingen                                             | Aufschluss         | Weil der Stadt Gemarkung Merklingen | 48° 46′ 20,3″ N, 8° 50′ 13,5″ O |                | Geologische Einheit: Oberer Buntsandstein                                                                                             |
| 470                  | Aufg. Steinbruch ca. 300 m N des Ortsendes von Hausen                                                | Aufschluss         | Weil der Stadt Gemarkung Hausen     | 48° 47′ 40,2″ N, 8° 50′ 0,9″ O  |                | Geologische Einheit: Grenzbereich Mittlerer Buntsandstein /Oberer Buntsandstein                                                       |
| 471                  | Straßenböschung in Münklingen am Ortsende Richtung Neuhausen                                         | Aufschluss         | Weil der Stadt Gemarkung Münklingen | 48° 46′ 46″ N, 8° 48′ 29,5″ O   |                | Geologische Einheit: Unterer Muschelkalk                                                                                              |
| 472                  | Straßenböschung S von Flacht an der Straße Rutesheim-Flacht                                          | Aufschluss         | Weissach Gemarkung Flacht           | 48° 49′ 41,9″ N, 8° 54′ 40″ O   |                | Geologische Einheit: Oberer Muschelkalk                                                                                               |
| 473                  | Aufg. Steinbruch ca. 100 m N der Autobahnunterführung der Straße Perouse-Flacht                      | Aufschluss         | Weissach Gemarkung Flacht           | 48° 49′ 12,8″ N, 8° 54′ 27,8″ O |                | Geologische Einheit: Unterer Muschelkalk                                                                                              |